# Lilian Castro
Pour les articles homonymes, voir Castro.
Lilian Castro (née le 19 décembre 1986 à Santa Ana) est une tireuse sportive salvadorienne.

## Carrière
Elle remporte la médaille de bronze en pistolet à air à 10 mètres aux Jeux panaméricains de 2015 à Toronto.
Elle participe aux Jeux olympiques d'été de 2016 à Rio de Janeiro ; elle est le porte-drapeau du Salvador lors de la cérémonie d'ouverture.